# Marky Ramone
Marky Ramone, pseudonimo di Marc Steven Bell (New York, 15 luglio 1956), è un batterista statunitense, conosciuto principalmente per essere stato membro dei Ramones dal 1978 (quando sostituì Tommy Ramone su richiesta di Johnny Ramone) fino allo scioglimento del gruppo avvenuto nel 1996.
Marky fu temporaneamente allontanato e sostituito da Richie Ramone dal 1983 al 1987 a causa di problemi legati all'abuso di alcol.

## Biografia
Prima di far parte dei Ramones, è stato batterista anche dei Richard Hell & The Voidoids e dei Dust, dimostrando di saper suonare con uno stile heavy metal, mentre parallelamente ai Ramones incise due album con il suo gruppo Marky Ramone and the Intruders.
Nel 2000 collabora con Joey Ramone per la creazione del suo album solista, Don't Worry About Me.
Tra il 2001 ed il 2005 Marky Ramone ha collaborato anche con un'altra storica band punk, i Misfits, nella loro formazione moderna, partecipando alla registrazione dell'album Project 1950.
Nel marzo del 2002 Marky entra nella Rock and Roll Hall of Fame per essere stato membro dei Ramones.
Nel 2004 partecipa ad un concerto tributo ai Ramones (immortalato nel film-documentario Too Tough to Die: a Tribute to Johnny Ramone) per il trentesimo anniversario della fondazione della band, insieme a Henry Rollins dei Black Flag, Steve Jones dei Sex Pistols, Tim Armstrong dei Rancid, Brett Gurewitz dei Bad Religion ed altri ancora.
Sempre nel 2004 ha pubblicato un DVD intitolato Ramones: Raw che include un concerto a Roma, varie apparizioni in show televisivi ed altri spezzoni di concerti.
Il 22 aprile 2008 è stato pubblicato un album della band punk canadese Teenage Head in cui Marky ha collaborato: Teenage Head with Marky Ramone, registrato durante un tour del 2003 di Marky in Canada e prodotto da Daniel Rey.
Nell'ottobre 2011 è stato pubblicato un EP della band Avenue X in cui Marky ha collaborato: Avenue X, prodotto da DJ Ringo di Virgin Radio.
Nel 2007, 2008, 2010, 2011, 2012, 2013, 2017, 2018 ha fatto alcuni concerti in Italia, anche con la sua nuova band Marky Ramone's Blitzkrieg la quale comprende alla voce Michale Graves.

## Videografia
- 1979 - Rock 'n' Roll High School
- 1980 - Blank Generation
- 1976-1982 - King of Punk
- 1990 - Lifestyles of the Ramones
- 1997 - We're Outta Here!
- 1998 - Ramones - Around the World (1998)Marky Ramone's Blitzkrieg in concerto a Saragozza nel 2010

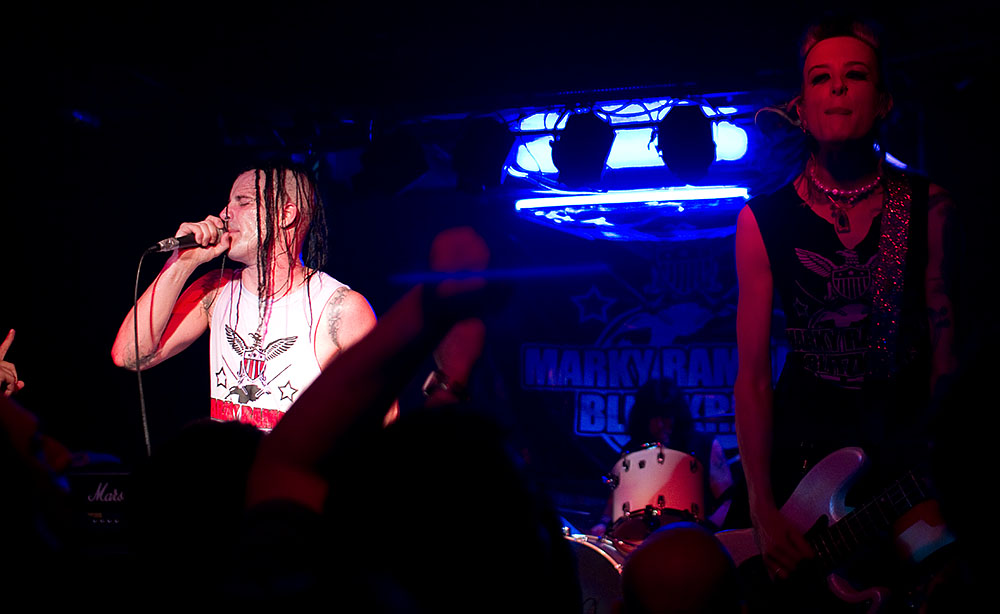
Marky Ramone's Blitzkrieg in concerto a Saragozza nel 2010

- 2003 - End of the Century: The Story of the Ramones
- 2004 - Ramones: Raw
- 2006 - Too Tough to Die: a Tribute to Johnny Ramone
- 2007 - It's Alive 1974-1996

## Discografia
Discografia con i Dust
- 1971 - Dust
- 1972 - Hard Attack

Discografia con gli Estus
- 1973 - Estus (1973)

Discografia con i The Voidoids
- 1977 - Blank Generation (1977)
- 1976 - Another World
- 1977 - Blank Generation
- 1979 - The Kid With the Replaceable Head
- 1989 - Funhunt

Discografia con i Ramones

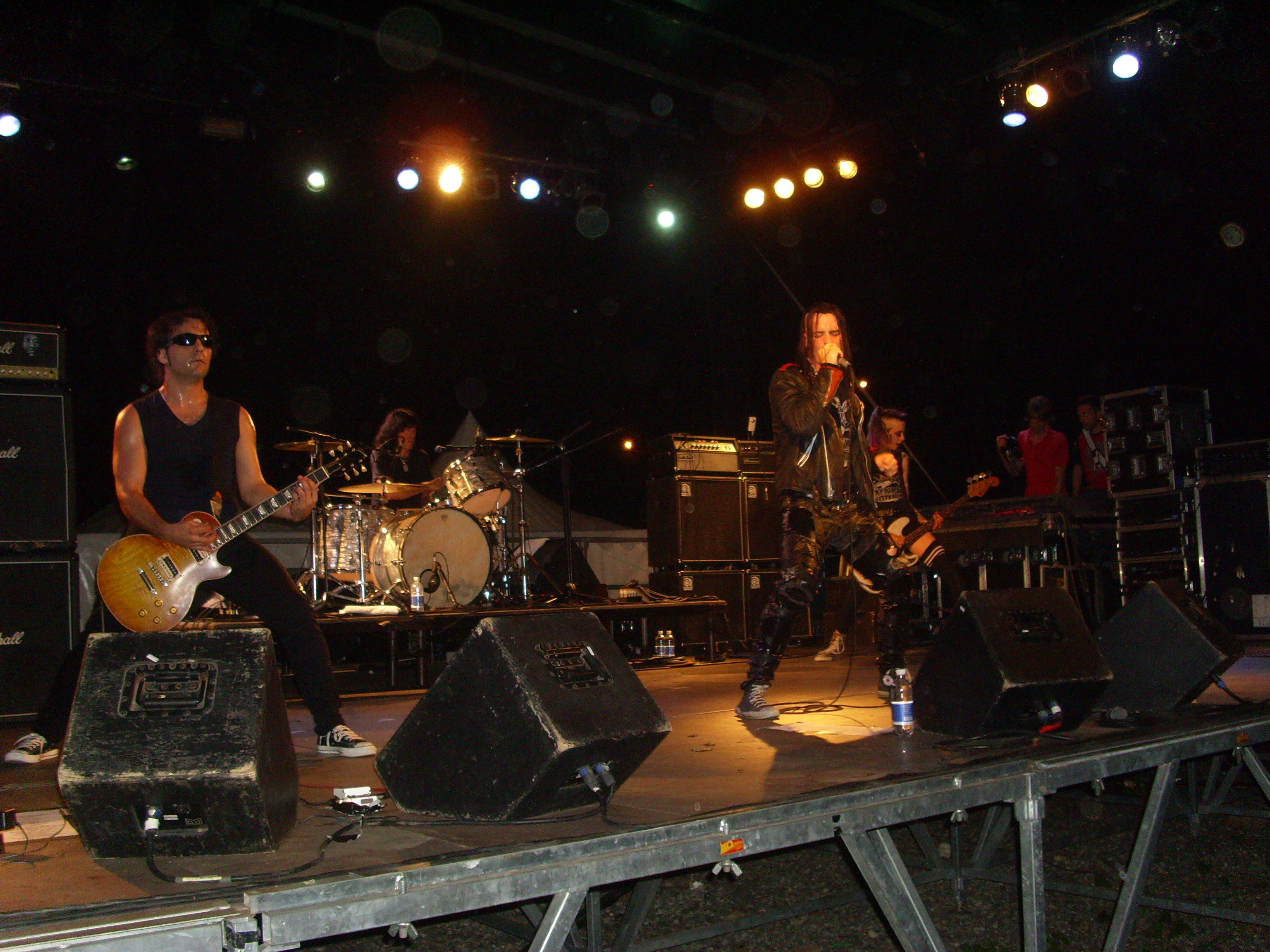
Marky Ramone's Blitzkrieg al Nichelino Sound Fest 2010

Discografia con Marky Ramone and the Intruders
- 1994 - Coward with the Gun
- 1997 - Marky Ramone and the Intruders
- 1999 - The Answer to Your Problems
- 2006  - Start of the Century

Discografia con Dee Dee Ramone
- 1997 - Zonked/Ain't It Fun
- 1997 - I Am Seeing U.F.O's

Discografia con i The Ramainz
- 1999 - Live in N.Y.C.

Discografia con Joey Ramone
- 2002 - Don't Worry About Me
- 2002 - What a Wonderful World

Discografia con Marky Ramone & the Speedkings
- 2002 - No If's, And's or But's!
- 2002 - Legends Bleed
- 2002 - Rawk Over Scandinavia!
- 2002 - Marky Ramone & The Speedkings 7'
- 2002 - Marky Ramone & the Speedkings
- 2003 - Speedfinns

Discografia con i Misfits
- 2003 - Project 1950

Discografia con gli Osaka Popstar
- 2006 - Osaka Popstar and the American Legends of Punk

Discografia con i Tequila Baby
- 2006 - Marky Ramone & Tequila Baby Live

Discografia con i Teenage Head
- 2008 - Teenage Head with Marky Ramone

Discografia con gli Avenue X
- 2011 - Avenue X EP